# ۴۸۹ (خورشیدی)
۴۸۹ چهارصد و هشتاد و نهمین سال هجری خورشیدی است.